# Qabasin
36° 26′ 00″ N, 37° 33′ 54″ E
Qabasin (arabe : قباسين) est une ville du nord de la Syrie peuplée presque exclusivement de Turkmenes. Elle dépend administrativement du gouvernorat d'Alep et du district d'al-Bab. Sa population comptait 11 382 habitants en 2004. Une grande partie de la population a été obligée de fuir la ville, occupée par l'État islamique depuis 2014.
Les communes proches de Qabasin sont Bza'a au sud, al-Bab au sud-ouest, Arima à l'est et Soussian à l'ouest.